# Brad Kilby
Brad Thomas Kilby, né le 19 février 1983 à Modesto (Californie) aux États-Unis, est un ancien joueur américain de baseball ayant évolué en Ligue majeure de baseball.

## Carrière
Après des études secondaires à la Laguna Creek High School d'Elk Grove (Californie), Brad Kilby suit des études supérieures à l'Université d'État de San José où il porte les couleurs des San Jose State Spartans de 2003 à 2005.
Kilby est drafté le 7 juin 2005 par les Athletics d'Oakland au 29e tour de sélection. Il paraphe son premier contrat professionnel le 11 juin 2005.
Il passe quatre saisons en Ligues mineures avant d'effectuer ses débuts en Ligue majeure le 2 septembre 2009. Il enregistre sa première victoire au plus haut niveau le 19 septembre 2009 face aux Indians de Cleveland.

## Statistiques
En saison régulière
| Statistiques de lanceur |         |    |    |    |     |   |   |    |      |    |      |
| Saison                  | Équipe  | G  | GS | CG | SHO | V | D | SV | IP   | SO | ERA  |
| 2009                    | Oakland | 11 | 1  | 0  | 0   | 1 | 0 | 0  | 17.0 | 20 | 0,53 |
| Totaux                  | Totaux  | 11 | 1  | 0  | 0   | 1 | 0 | 0  | 17.0 | 20 | 0,53 |

Note: G = Matches joués ; GS = Matches comme lanceur partant ; CG = Matches complets ; SHO = Blanchissages ; 
V = Victoires ; D = Défaites ; SV = Sauvetages ; IP = Manches lancées ; SO = retraits sur des prises ; ERA = Moyenne de points mérités.